# Долгое-Калушское
Долгое-Калушское (укр. Довге-Калуське) — село в Калушской общине Калушского района Ивано-Франковской области Украины.
Население по переписи 2001 года составляло 872 человека. Занимает площадь 5,96 км². Почтовый индекс — 77345. Телефонный код — 03472.